# Station Ano
Station Anō (穴太駅, Anō-eki) is een spoorwegstation in de Japanse stad Ōtsu. Het wordt aangedaan door de Ishiyama-Sakamoto-lijn. Het station heeft twee sporen gelegen aan twee zijperrons.

## Treindienst

### Keihan
| 1 | ■ Ishiyama-Sakamoto-lijn | richting Sakamoto                              |
| 2 | ■ Ishiyama-Sakamoto-lijn | richting Hamaōtsu, Keihan Zeze en Ishiyamadera |

## Geschiedenis
Het station werd in 1927 geopend. In 1945 is het station enkele maanden gesloten geweest.

## Stationsomgeving
- Autoweg 161

Ishiyamadera · Karahashimae · Keihan Ishiyama · Awazu · Kawaragahama · Nakanoshō · Zezehonmachi · Nishiki · Keihan Zeze · Ishiba · Shimanoseki · Hamaōtsu · Miidera · Bessho · Ōjiyama · Ōmijingūmae · Minami-Shiga · Shigasato · Anō · Matsunobamba · Sakamoto